# Dystrykt Północny (Izrael)
Dystrykt Północny (hebr. ‏מחוז הצפון‎, Mechoz ha-Cafon) – jeden z sześciu administracyjnych dystryktów w Izraelu. Dystrykt ma powierzchnię 3324 km² (3484 km² wraz z wodami), dodatkowo 1154 km² na Wzgórzach Golan, co daje łącznie powierzchnię 4478 km² (4638 km² wraz z wodami), zamieszkany jest przez 1 216 800 mieszkańców (dane z 2007), a jego stolicą jest Nof ha-Galil.

## Demografia
Zgodnie z danymi Izraelskiego Centrum Danych Statystycznych w 2005 roku:
- Populacja całkowita: 1 216 800 (2007)
- Podział etniczny:
  - Arabowie: 622 400 (52,5%)
  - Żydzi: 523 400 (44,2%)
  - Inni: 39 600 (3,3%)
- Podział religijny:
  - Żydzi: 523 400 (44,2%)
  - Muzułmanie: 443 800 (37,4%)
  - Druzowie: 93 000 (7,8%)
  - Chrześcijanie: 87 500 (7,4%)
  - Nie klasyfikowani: 35 400 (3%)
- Gęstość zaludnienia: 272 os./km²

## Miasta
| Nazwa miasta      | język hebrajski | język arabski           | Ludność (2006) |
| ----------------- | --------------- | ----------------------- | -------------- |
| Nazaret           | ‏נצרת‎            | ‏الناصرة‎                 | 64 800         |
| Naharijja         | ‏נהריה‎           | ‏نهاريا‎                  | 50 400         |
| Akka              | ‏עכו‎             | ‏عكا‎                     | 45 600         |
| Karmiel           | ‏כרמיאל‎          | ‏كرميئيل‎                 | 45 300         |
| Nacerat Illit     | ‏נצרת עילית‎      | ‏الناصرة العليا‎          | 43 600         |
| Tyberiada         | ‏טבריה‎           | ‏طبريا‎                   | 39 700         |
| Afula             | ‏עפולה‎           | ‏العفولة‎                 | 39 100         |
| Szefaram          | ‏שפרעם‎           | ‏شفاعمر‎                  | 33 600         |
| Szagor            | ‏שגור‎            | ‏الشاغور‎                 | 29 200         |
| Safed             | ‏צפת‎             | ‏صفد‎                     | 28 100         |
| Tamra             | ‏טמרה‎            | ‏طمرة‎                    | 25 300         |
| Sachnin           | ‏סחנין‎           | ‏سخنين‎                   | 25 000         |
| Migdal ha-Emek    | ‏מגדל העמק‎       | ‏مجدال هعيمق/مغدال هعيمق‎ | 24 700         |
| Kirjat Szemona    | ‏קריית שמונה‎     | ‏كريات شمونة‎             | 22 100         |
| Ma’alot-Tarszicha | ‏מעלות-תרשיחא‎    | ‏معالوت ترشيحا‎           | 21 200         |
| Jokne’am          | ‏יקנעם‎           | ‏يوكنعام‎                 | 18 500         |
| Bet Sze’an        | ‏בית שאן‎         | ‏بيسان‎                   | 16 500         |

## Samorządy lokalne
| Pod-dystrykt | Miasta                                                                        | Samorządy lokalne | Samorządy regionów                                                        |
| ------------ | ----------------------------------------------------------------------------- | --- | ------------------------------------------------------------------------- |
| Jezreel      | - Nazaret - Nacerat Illit - Afula - Migdal ha-Emek - Bet Sze’an - Jokne’am    | - Basmat Tab’un - Bu’ejne Nudżejdat - Dabburijja - Ein Mahil - Iksal - Ilut - Ka’abije-Tabbasz-Hajajre - Kefar Kanna - Kefar Maneda - Maszhad - Ar-Rajna - Ramat Jiszaj - Szibli-Umm al-Ganam - Turan - Jafa an-Naserije - Zarzir                                                        | - Bustan al-Mardż - Emek ha-Majanot - Emek Jizre’el - Ha-Gilboa - Megiddo |
| Safed        | - Safed - Kirjat Szemona                                                      | - Chacor ha-Gelilit - Dżisz - Metulla - Rosz Pina - Tuba-Zangarijja - Jesud ha-Ma’ala | - Merom ha-Galil - Mewo’ot ha-Chermon                                     |
| Tyberiada    | - Tyberiada                                                                   | - Deir Hanna - Ajlabun - Kefar Kama - Kefar Tawor - Maghar - Migdal | - Al-Batuf - Ha-Galil ha-Tachton - Emek ha-Jarden                         |
| Akko         | - Akka - Karmiel - Ma’alot-Tarszicha - Naharijja - Sachnin - Szefaram - Tamra | - Abu Snan - Arraba - Bet Dżan - Bir al-Maksur - Fassuta - Churfeisz - I’billin - Dżudajda-Makr - Julis - Kabul - Kafr Jasif - Kaukab Abu al-Hidża - Kefar Weradim - Kisra-Sumaj - Mazra’a - Nahf - Peki’in - Rama - Sajur - Sandala - Sza’ab - Szelomi - Januch-Dżat - Jawne’el - Jirka | - Ha-Galil ha-Eljon - Ma’ale Josef - Matte Aszer - Misgaw                 |
| Golan        |                                                                               | - Bukata - En Kinijje - Ghadżar - Madżdal Szams - Masade - Kacrin | - Golan                                                                   |